# Anomalocosmoecus subtropicalis
Anomalocosmoecus subtropicalis är en nattsländeart som först beskrevs av Schmid 1955.  Anomalocosmoecus subtropicalis ingår i släktet Anomalocosmoecus och familjen husmasknattsländor. Inga underarter finns listade i Catalogue of Life.